# Leyland Motor Corporation of South Africa
Leyland Motor Corporation of South Africa Limited (auch Leykor) war ein Automobilhersteller im südafrikanischen Blackheath und eine Tochtergesellschaft der British Leyland Motor Corporation.

## Geschichte
Bereits kurz nach dem Zweiten Weltkrieg begann die Montage von Austin-Modellen bei den National Motor Assemblers. Ab 1949 oder 1950 ließ die Austin Motor Company Fahrzeuge bei den South African Motor Assemblers and Distributors und bei Stanley Motors Ltd. (dort nur für einen kurzen Zeitraum ab 1950) montieren.
Seit 1949 wurden CKD-Bausätze des Morris Minor bei Motor Assemblies (MA) montiert. Die Minor-Produktion machte dort bis Ende der 1950er Jahre rund zwei Drittel der Kapazitäten aus. Insgesamt wurden 33.333 Fahrzeuge gefertigt.
Nach Gründung der BMC in Großbritannien beschloss Austin 1954 den Bau einer eigenen Produktionsanlage in Blackheath nahe Kapstadt, so dass die Produktion bei SAMAD 1955 endete. Die Produktion bei Motor Assemblies lief parallel weiter.
Im Jahr 1964 – als das MA-Werk von Toyota übernommen wurde – endete die Produktion zahlreicher Fremdmarken bei Motor Assemblies. Insgesamt waren dort 64.970 Personenkraftwagen der BMC-Marken gefertigt worden (von denen rund die Hälfte Minor-Modelle sind). Hinzu kamen 5151 leichte und 4305 schwere Nutzfahrzeuge.
Zu den weiteren Kunden der Motor Assemblies gehörten auch die Marken Standard und Triumph, von denen zwischen 1952 und 1969 insgesamt 16.035 Personenkraftwagen und 161 Nutzfahrzeuge hergestellt wurden.
Die Unternehmen in Südafrika vollzogen die mehrfachen Fusionen ihrer britischen Muttergesellschaften nach. Durch die wirtschaftspolitischen Umstände sahen sich die BMC (South Africa) Pty. Ltd. und ihre Nachfolgerunternehmen gezwungen, einen immer größeren Anteil der Bauteile lokal zu produzieren. Im Rahmen dieser Maßnahmen wurden in Südafrika einige besondere Modelle entwickelt.
Mit der letzten Fusion zur Leyland Motor Corporation of South Africa Ltd. kam auch der Name Leykor auf, ein aus Leyland und korporasie (Afrikaans für 'Gesellschaft') gebildetes Kunstwort. Während der Entwicklung des Austin Apache wurde die Möglichkeit in Betracht bezogen, künftige Modelle mit dem Markennamen Leykor zu versehen. In einigen Quellen wird Leykor in einer Reihe mit mehreren anderen Automobilmarken genannt. Zudem wurde der Name Leykor Anfang der 1970er Jahre in Werbematerialien des Unternehmens verwendet.
Im Jahr 1973 erwarb Leyland von Chrysler das Motorenwerk in Elsie's River. Anschließend wurde die Produktion im Lastwagenwerk Mobeni beendet und nach Elsie's River verlagert.

## Modelle
Ein großer Teil der in Südafrika gefertigten Modelle entsprach den britischen Modellen. Es gab jedoch einige markante Abweichungen.
Der südafrikanische Mini zeichnete sich (wie seine australischen Pendants) ab 1967 durch Dreiecks- und Kurbelfenster aus. Von 1967 bis 1969 wurde zudem der Wolseley 1000 angeboten. Dessen Nachfolger, der Mini Mk. 3 (mit arabischer Ziffer), war eine einzigartige Kombination der konventionellen Mini-Front mit dem Stufenheck des (in Großbritannien bald darauf eingestellten) Riley Elf bzw. Wolseley Hornet. Ab 1971 erhielten die Mini-Modelle die lokal produzierten Motoren der 2. Generation mit 1098 cm³ und 1275 cm³, wobei der größere Motor dem Mini Clubman GT vorbehalten blieb.
Die in 6248 Exemplaren produzierten Kombimodelle (Traveller oder Countryman) des Mini waren lange nur in bestimmten Farbkombinationen erhältlich. Auch später zeichneten sich die in Südafrika gefertigten Mini-Modelle durch besondere Ausstattungsmerkmale aus. 1983 oder 1984 endete die Mini-Produktion in Südafrika.
Ein weiteres Modell, das nur in Südafrika produziert wurde, war der  11/55, der vom Austin 1100 abgeleitet war. Er wurde von Ende 1967 bis Anfang der 1970er Jahre als Austin, als Morris und (mit anders gestalteter Front) als Wolseley (sowie generisch als BMC) vermarktet. Gegenüber dem weiter angebotenen, äußerlich identischen 1100 hatte er einen lokal produzierten Motorblock und etwas mehr Leistung (57 SAE-PS). Äußerlich charakteristisch waren die Reflektoren zwischen Scheinwerfer, Blinkereinheiten und Kühlergrill.
Nachfolger des 11/55 war eine weitere rein südafrikanische Modellvariante: der Austin Apache, der ebenfalls auf dem Austin 1100 basierte. Allerdings wurde die ursprünglich von Pininfarina gestaltete Karosserie des Austin 1100 von Michelotti überarbeitet. Dabei wurde die Frontpartie verlängert und ein Stufenheck angesetzt. Der mittlere Bereich der Karosserie blieb dagegen fast unverändert. In Spanien wurde mit dem Austin Victoria ein ähnliches Modell hergestellt. Der Apache wurde von 1971 bis 1977 produziert.
Der ab 1972 gefertigte, vom Triumph 2500 abgeleitete  Triumph Chicane kombinierte einen 2,5-l-Motor mit zwei Vergasern und Schaltgetriebe.
Der Leyland Marina in Südafrika, gebaut von 1975 bis 1978, basierte mit dem optionalen 2,6-l-Motor auf seinem australischen, und nicht auf seinem britischen, Pendant. Er wurde zumindest zeitweise auch mit 1,8 l Hubraum bzw. als Bakkie mit 1,3 l Hubraum angeboten.
Der Rover SD1 wurde in Südafrika als Rover 2600 mit einem eigenen Motor gefertigt, der bei einem Hubraum von 2623 cm³ 82 kW leistete.
Der Land Rover wurde seit 1963 in Südafrika montiert. Nur in Südafrika gab es von 1980 bis 1985 den Land Rover IIIs. Ein weiteres südafrikanisches Modell war der Land Rover Defender 147 mit verlängertem Radstand und sechs Türen.
Von 1974 bis 1984 wurde zudem ein Daihatsu-Modell als Bakkie montiert und unter der Marke Leyland (oder Leyland-Daihatsu) vertrieben.
Mitte der 1980er Jahre stellte BLMC die Montage von Personenkraftwagen in Südafrika ein.